# Amphoe Sam Ngao

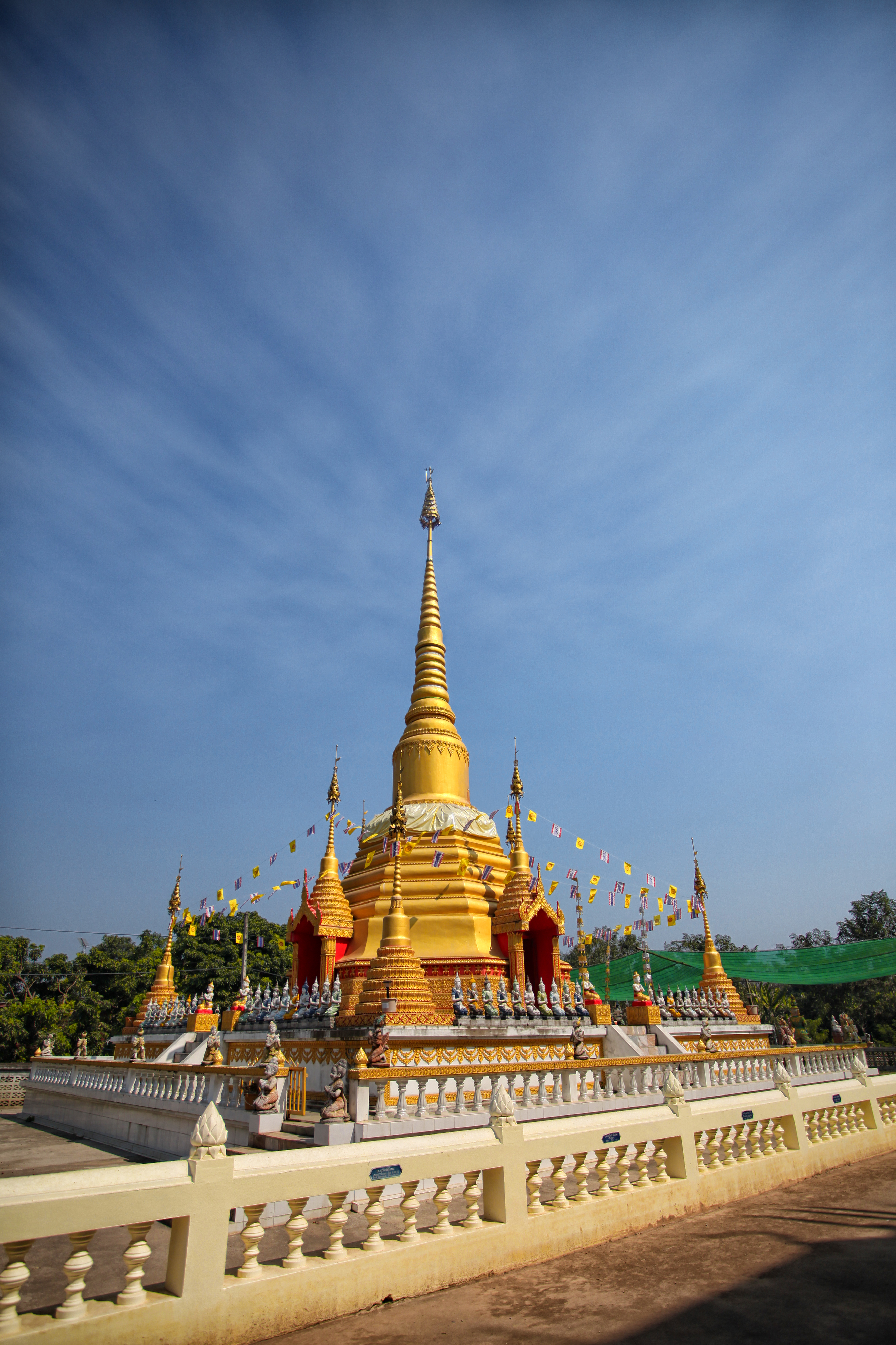
Chedi des Wat Wang Khrai

Amphoe Sam Ngao (thailändisch อำเภอ สามเงา) ist ein Landkreis  (Amphoe – Verwaltungs-Distrikt) in der Provinz Tak. Die Provinz Tak liegt in der Nordregion von Thailand.

## Lage
Amphoe Sam Ngao liegt im äußersten Nordosten der Provinz Tak und grenzt an drei weitere Provinzen des Landes, Chiang Mai, Lamphun und Lampang.

## Geschichte
Amphoe Sam Ngao wurde 1930 zunächst als Kleinbezirk (King Amphoe) im Amphoe Ban Tak errichtet. Lautete der Name zunächst Tha Pui (ท่าปุย), wurde die King Amphoe 1939 in den heutigen Namen Sam Ngao umbenannt.
1958 erfolgte die Aufwertung zu einer vollen Amphoe.

## Geographie

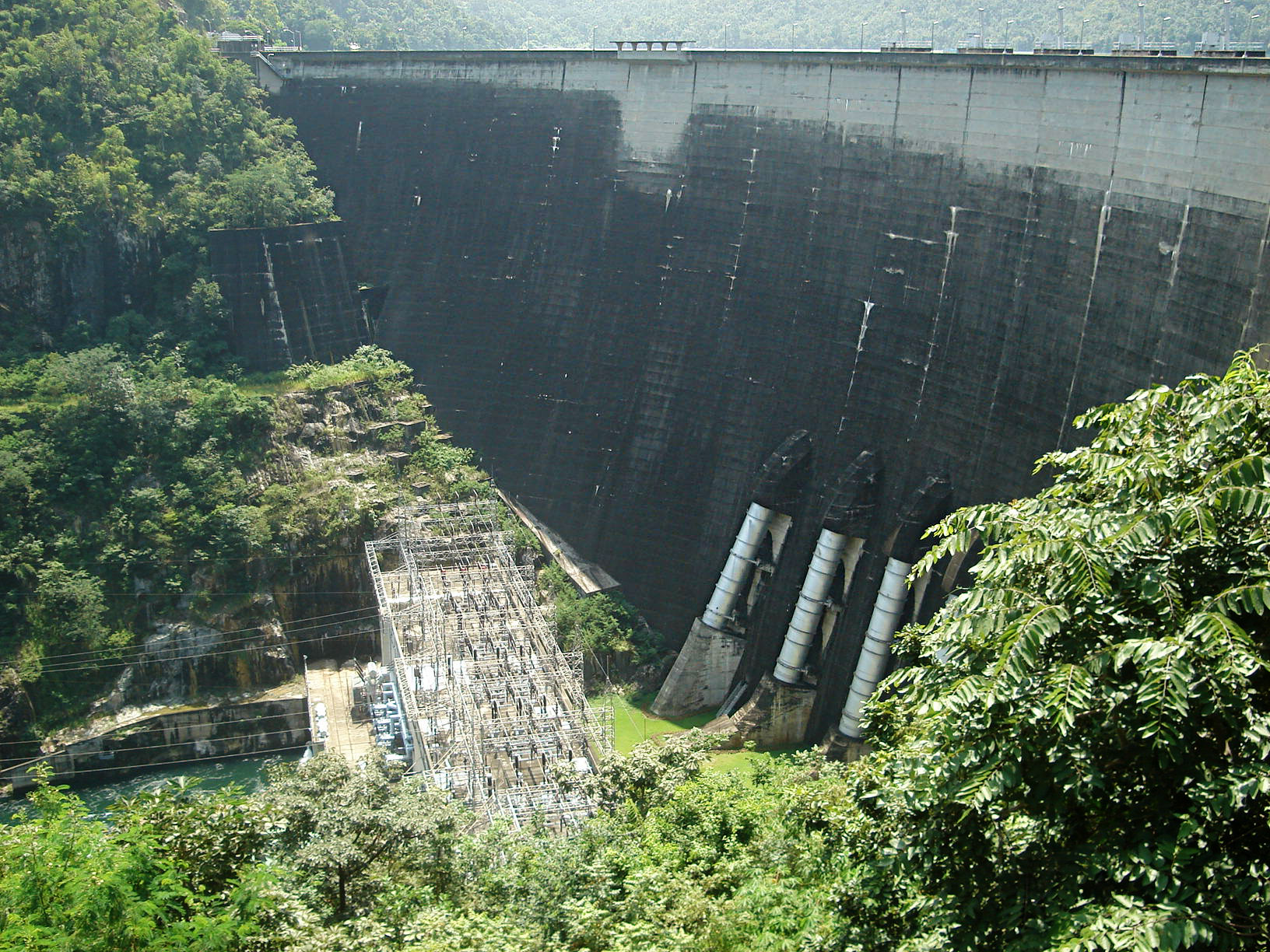
Die Bhumibol-Talsperre

Amphoe Sam Ngao liegt im Nordosten der Provinz Tak und grenzt im Uhrzeigersinn von Süden aus gesehen an die Amphoe Ban Tak und Mae Ramat in der Provinz Tak, Omkoi und Doi Tao in der Provinz Chiang Mai, Thung Hua Chang in der Provinz Lamphun sowie Mae Phrik und Thoen in der Provinz Lampang.
Wichtigste Wasserquellen für die landwirtschaftliche Nutzung in der Amphoe sind die Flüsse Mae Nam Ping und Mae Nam Wang. Die Bhumibol-Talsperre bildet einen künstlichen See von etwa 300 km² Fläche, die einerseits Überschwemmungen verhindern soll, andererseits als leistungsstärkstes Wasserkraftwerk Thailands elektrischen Strom liefert. Ein Großteil des Bezirks wird vom Nationalpark Mae Ping eingenommen.

## Verwaltung

### Provinzverwaltung
Amphoe Sam Ngao besteht aus 6 Unterbezirken (Tambon), die weiter in 43 Dörfer (Muban) gegliedert sind.
| Nr. | Name      | Thai     | Muban | [ 3 ] |
| --- | --------- | -------- | ----- | ----- |
| 1.  | Sam Ngao  | สามเงา   | 05    | 8.750 |
| 2.  | Wang Man  | วังหมัน    | 07    | 4.517 |
| 3.  | Yokkrabat | ยกกระบัตร | 02    | 8.220 |
| 4.  | Yan Ri    | ย่านรี     | 0-    | 3.313 |
| 5.  | Ban Na    | บ้านนา    | 12    | 2.094 |
| 6.  | Wang Chan | วังจันทร์   | 10    | 5.282 |

Hinweis: Die Daten der Muban liegen zum Teil noch nicht vor.

### Lokalverwaltung
Sam Ngao (Thai: เทศบาลตำบลสามเงา) ist eine Kleinstadt (Thesaban Tambon) im Landkreis, sie besteht aus Teilen des Tambon Sam Ngao.
Außerdem gibt es sechs „Tambon Administrative Organizations“ (TAO, องค์การบริหารส่วนตำบล – Verwaltungs-Organisationen) für die Tambon im Landkreis, die zu keiner Stadt gehören.